# Hylarana luctuosa
Hylarana luctuosa är en groddjursart som först beskrevs av Peters 1871.  Hylarana luctuosa ingår i släktet Hylarana och familjen egentliga grodor. IUCN kategoriserar arten globalt som livskraftig. Inga underarter finns listade i Catalogue of Life.